# روبرت هاردي سمول
روبرت هاردي سمول هو سياسي كندي، ولد في 15 ديسمبر 1891 في مارو في الولايات المتحدة، وتوفي في 5 أكتوبر 1976 في تورونتو في كندا. حزبياً، نشط في الحزب الكندي التقدمي المحافظ. وقد انتخب عضو مجلس العموم الكندي.